# 神明神社 (さいたま市見沼区南中丸)
神明神社（しんめいじんじゃ）は、埼玉県さいたま市見沼区の神社。

## 歴史
創建年代は不明である。ただ当地を開発し、当社を創建したであろう旧家の世代から逆算して、おそらく中世末期であろうと推測されている。
1873年（明治6年）、近代社格制度に基づく「村社」に列せられたが、1907年（明治40年）の神社合祀により、中山神社に合祀されてしまった。ただ社殿はそのまま残り、祭祀も継続された。戦後の1947年（昭和22年）に復祀（再興）された。

## 交通アクセス
- 大和田駅より徒歩17分。